# How to Grow a Woman from the Ground
How to Grow a Woman from the Groundはクリス・シーリとthe How to Grow a Bandによるアルバム。このアルバムはSugar Hillから2006年10月12日にリリースされた。フォークシンガーのトム・ブロソーの楽曲をカバーして収録しており、アルバム名はその楽曲に由来する。
アルバムはリリースと共に、著名な批評家たちから、"幻想的かつ折衷的"で"天才的"であると評された。アルバムは2006年のグラミー賞にノミネートされた。

## コンセプトとプロデュース
クリス・シーリは自分が、マンドリン、ヴァイオリン、バンジョー、ギター、ベースで構成されるストリング・バンドを結成したがっていることに気づいていた。そしてそのメンバーには子供のころからの友人でフィドラーの ゲイブ・ウィッチャーを入れたかった しかし、彼は自分がどのような方向性のバンドを組みたいのかが分からなかった。コロラド州で開かれたテルライド・ブルーグラス・フェスでシーリはバンジョー弾きのノーム・ピケルニーと出会う。この時の事についてシーリは後に「彼が演奏する全てのノートは時々僕が演奏したくてたまらなくなる"それ"だった」 とコメントしている。シーリはその時、自分がトラディショナルなブルーグラスのアンサンブルを踏襲したいのだ、という事に気が付いた。. シーリは2005年のナッシュビルのジャムセッションに向けて5人の奏者を集める必要があった。後に彼は才能のあるブルーグラス奏者でバンドを埋めることとなる。シーリが出会ったベーシストが、グレッグ・ギャリソンであった。ギャリソンはピケルニーの手によってシーリに推薦された。ピケルニーはギャリソンとケイジャン・バンドのレフトオーバー・サーモンで共演をしていた。ギターのポジションにはThe Infamous Stringdustersのクリス・エルドリッジが収まった。2005年のある日、5人の才能あるプレイヤーが、ナッシュビルで出会った。そして、彼らは共に音楽をやる必要がある事に気が付いた。数晩ののち、彼らは再び出会い、「ステーキをむさぼり、ワインを飲みほして豪遊し、我々の失敗した関係性について憐れんだ」 その夜、彼らはブルーグラスバンドを結成する事を決意した。

彼らは、真剣に計画を練り、アルバムのレコーディングをすることを決めた。アルバムは2006年にニューヨークのSear Sound Recording Studioで二日間にわたりレコーディングされた。デジタル録音ではなく、テープでの録音であった。アメリカの音楽誌『Guitar Player』のインタビューの中で、シーリは古い形式のレコーディング方法について次のように語っている。
ニューヨークのSear SoundでのForsell Technologies FetCode preampとビンテージTelefunken ELA M 251 E micsを使って録音をした。そのほとんどはSgt. Pepper's Lonely Hearts Club Band!のミックスに使われたのと同じStuder 1" two-trackを用いたんだ。ミックス サージェント・ペパーズ・ロンリー・ハーツ・クラブ・バンド! 全部がトラッキングされてから、どうしても必要でない限りは、ヘッドフォンをつけてのレコーディングはしないことに決めたんだ。ヘッドフォンをつけるのは馬鹿げてる。自分ひとりのちっぽけな世界にこもって、自分以外の人間がミックスするために演奏するなんて!何の意味があるって言うんだ？ 
How to Grow a Woman from the Groundはシーリ自らの手によってプロデュースされた。ゲストも呼ばず、彼ら五人だけでのレコーディングを行った。他のアルバムに比べると、プロデュースのメンバーは実に少なかった。エンジニア、アシスタントエンジニア、二人のマスタリング、そして5人の奏者だけである。

## 音楽スタイル
How to Grow a Woman from the Groundは様々なジャンルからの影響を受けている。「トラディショナルなブルーグラスと同じくらい、プログレッシブ・アコースティック、トラディショナル・シンガーソングからの影響を受けている」 また、一人の批評家はこのアルバムについて"ルーツミュージック志向である"と述べている。 このアルバムにはブルーグラスやプログレッシブ・ブルーグラスの核がある。ブルーグラスのマンドリン弾きロニー・マクーリーは、このアルバムの公式ナビゲーターとなった。それは「誰かが、自分たちにはありふれた陳腐なこと以外はできない、とはっきりとさせる必要あったため」であったとしている。 シーリはアルバムのスタイルについて、「"How to Grow a Woman from the Ground"は、つまりはね、ブルーグラスの楽曲なんだ。このアルバムには従来の音楽的要素から外れたものの存在がはっきりと見て取れるだろうさ。 でも、そうした要素は僕にはブルーグラスとして聴こえてくるんだ。全てにおいてではないかもしれないけど、“Brakeman’s Blues”は場違いに聞こえたりしない、“The Beekeeper”だってそうさ。 すべてはブルーグラスとつながっている」と語っている。 アルバムに収録されたシーリの作品の多くは、彼の離婚に影響を受けている。また、このアルバムのタイトルはトム・ブロソーの曲にちなんでいる。 シーリは「僕の彼女との関係が僕をこのアルバムへと駆り立てたんだ。彼女はただ去って行ったんだ。これは僕にとって本当に混みあっていた問題だったよ。僕はいつでも女の子たちと話すことが出来たけれど、本当はいつも彼女たちが怖かったんだ。だけど僕はそれを作品に結び付けることが出来た。Like, man if I could just grow one, that would take care of a lot of problems.」

## 批評家の反応
| 専門評論家によるレビュー | 専門評論家によるレビュー |
| レビュー・スコア         | レビュー・スコア         |
| 出典                     | 評価                     |
| ------------------------ | ------------------------ |
| Allmusic                 | [ 10 ]                   |
| Arizona Republic         | [ 11 ]                   |
| Entertainment Weekly     | (feature)                |
| Harp                     | (positive)               |
| JamBase                  | (positive)               |
| Music Box                | [ 15 ]                   |
| Portsmouth Herald        | (feature)                |

"How to Grow a Woman from the Ground"はカントリーやブルーグラスの批評家たちから高い評価で迎え入れられた。 Allmusic は「ファンタスティック」と評し、 JamBase は「味わい深い弦楽のディナーコース」であり「これはこれから始まる偉大な出来事の始まりにしか過ぎない」と評した。 しかし、一部の批評家は弱い場所を見つけ出した。 The Arizona Republicはアルバムを「驚異的」と評価しながらも"Dead Leaves and the Dirty Ground" に関しては、「シーリとジャック・ワイトの音楽的熱狂は致命的に合わない」 Music Boxは"Stay Away" と"I’m Yours If You Want Me"の二曲は全くもって「単調」だと評した。 しかし、それに関わらず、「"How to Grow a Woman from the Ground"の大部分は目を見張るものがある」とした。Bullz-Eyeはシーリの歌声について触れ、「彼の歌はしばしば曲を運ぶための力強さや個性を失っている」とした。 反対に、前述のJamBaseの記事では、シーリの歌声の力強さに賛美を送り、「シーリの歌声とハートの中のソウル、そして音楽家としての激しさが、このアルバムにパワーを与えている」と評した

## トラックリスト
| #  | Title                                 | Songwriters                   | Length |
| -- | ------------------------------------- | ----------------------------- | ------ |
| 1  | "Watch 'at Breakdown"                 | Chris Thile                   | 4:14   |
| 2  | "Dead Leaves and the Dirty Ground"    | The White Stripes             | 4:15   |
| 3  | "Stay Away"                           | Chris Thile                   | 3:56   |
| 4  | "O Santo de Polvora"                  | Milladoiro                    | 2:37   |
| 5  | "Wayside (Back in Time)"              | Gillian Welch, David Rawlings | 2:45   |
| 6  | "You're an Angel, and I'm Gonna Cry"  | Chris Thile                   | 2:57   |
| 7  | "How to Grow a Woman from the Ground" | Tom Brosseau                  | 5:08   |
| 8  | "The Beekeeper"                       | Chris Thile                   | 4:06   |
| 9  | "Brakeman's Blues"                    | Jimmie Rodgers                | 3:42   |
| 10 | "If the Sea Was Whiskey"              | Willie Dixon                  | 2:43   |
| 11 | "Cazadero"                            | Paul Shelasky                 | 3:34   |
| 12 | "Heart in a Cage"                     | Julian Casablancas            | 4:23   |
| 13 | "I'm Yours if You Want Me"            | Chris Thile                   | 3:49   |
| 14 | "The Eleventh Reel"                   | Chris Thile                   | 3:28   |

## Personnel
- Chris Thile – mandolin, lead vocals, producer
- Noam Pikelny – banjo, vocals
- Greg Garrison – bass, vocals
- Chris Eldridge – acoustic guitar, vocals
- Gabe Witcher – fiddle, vocals
- Ronnie McCoury – "bluegrass guru"
- Loren Witcher – artwork
- Gary Paczosa – mastering
- Fred Forsell – mastering engineer
- Matthew Gephart – engineer
- Ethan Donaldson – assistant engineer

## Chart performance
| Chart (2006)                          | Peak position |
| ------------------------------------- | ------------- |
| U.S. Billboard Top Heatseekers        | 28            |
| U.S. Billboard Top Country Albums     | 46            |
| U.S. Billboard Top Independent Albums | 27            |
| U.S. Billboard Top Bluegrass Albums   | 2             |

## Notes
1. 1 2 3  Lankford, Ronnie, Jr.  Chris Thile : How to Grow a Woman from the Ground Review.
2. 1 2 3  Heisler, Brian.
3. 1 2  “Nickel Creek’s Thile 'grows' a new band”.  Nashville City Paper (2006年8月23日). 2006年8月26日時点のオリジナルよりアーカイブ。2007年10月13日閲覧。
4. ↑  Royko, David.  "Chris Thile". Bluegrass Unlimited. June 2007. Retrieved January 27, 2011 from author's website
5. ↑  “Guitar Player Interview: Chris Thile”.  Guitar Player (2007年1月1日). 2007年10月10日閲覧。
6. ↑  Thile, Chris. How to Grow a Woman from the Ground Liner Notes. Sugar Hill. September 2006. Retrieved December 29, 2007.
7. 1 2  Metzger, John. "Chris Thile - How to Grow a Woman from the Ground (Album Review)". Music Box. September 2006. Retrieved December 29, 2007.
8. 1 2  Chris Thile at McGlohon Theatre at Spirit Square.
9. ↑  After Nickel Creek, Thile Continues to Grow.
10. ↑  Allmusic review
11. ↑  Arizona Republic review
12. ↑  Entertainment Weekly review
13. ↑  Harp review
14. ↑  JamBase review
15. ↑  Music Box review
16. ↑  Portsmouth Herald review
17. ↑  Senft, Michael.
18. ↑  Giles, Jeff.
19. 1 2 3  "How to Grow a Woman from the Ground - Billboard Albums". Allmusic. Retrieved December 29, 2007.
20. ↑  "Top Bluegrass Albums - How to Grow a Woman from the Ground". Billboard. Retrieved December 29, 2007.

## 引用
- How to Grow a Woman from the Ground (liner notes). Chris Thile. 2006.